# Makedonská literatura

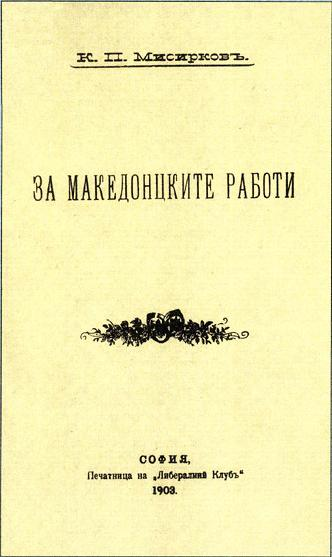
Spis O makedonských záležitostech Krste Misirkova je považován za přelomové dílo, které odstartovalo dějiny moderní makedonské literatury.

Makedonská literatura patří k nejmladším členům evropské rodiny literatur. Zahrnuje díla, která jsou psaná v makedonském jazyce. Její dějiny jsou dlouhé něco přes sto let. Hlavní rozmach zaznamenala ve 20. století.

## 18. století
V roce 1816 vydal bulharský vzdělanec Kiril Pejčinovič práci s názvem "Zrcadlo" v lidovém jazyce makedonského slovanského obyvatelstva. O 24 let později pak následovalo "Utešenje grešnim", vydané v Soluni. Přestože obě díla byla sepsána v jazyce, který byl blízký makedonskému obyvatelstvu, nejednalo se o práce, které by měly v duchu jiných obrozeneckých hnutí (např. chorvatského) sjednotit makedonské obyvatelstvo a vybudovat jednotný národ. Hlavní myšlenkou Pejčinoviče bylo především agitovat proti turecké nadvládě v regionu.

## 19. století
Ještě předtím, než se objevila idea makedonského národa a jazyka, se v oblasti dnešní Severní Makedonie sbírala ústní lidová slovesnost. Pod vlivem Vuka Karadžiće, který se věnoval stejným aktivitám na území Srbska a Bosny a Hercegoviny, začali mnozí etnografové s dokumentací lidových písní makedonského venkova.[zdroj?] Činili tak však o několik desítek let později, než tomu bylo v případě obou výše zmíněných oblastí.
Z obav, že bude území dnešní Severní Makedonie helenizováno, začali po celé zemi působit různí učenci, kteří mluvili slovanským jazykem. To je také i případ bratrů Miladinových (Dimitrije a Konstrantin).

## První polovina 20. století
Po celé období první poloviny 20. století byl makedonský jazyk považován jen za jižní dialekt srbštiny, či západní dialekt bulharštiny. Makedonské obyvatelstvo se nepovažovalo za nijak národně uvědomělé, většina se identifikovala především jako pravoslavní Slované, jen malá část se považovala za Bulhary, či Srby.
První prací, která byla sepsána v lidovém jazyce, se stal krátký text text За македонските работи (O makedonských záležitostech) Krste Misirkova z roku 1903. Později přispěl k rozvoji makedonské literatury také časopis Vardar, který Misirkov pomáhal vydávat a financovat.[zdroj?] První z uvedených textů se stal jedním z klíčových dokumentů pro budoucí makedonské národní hnutí.
Meziválečnými makedonským básníky byli: Kočo Racin (s básní Bílá svítání), dále pak Kole Nedelkovski (autor sbírky básní Blesky, 1940 a Pěšky po světě, 1941), či Venko Markovski.

## Druhá světová válka

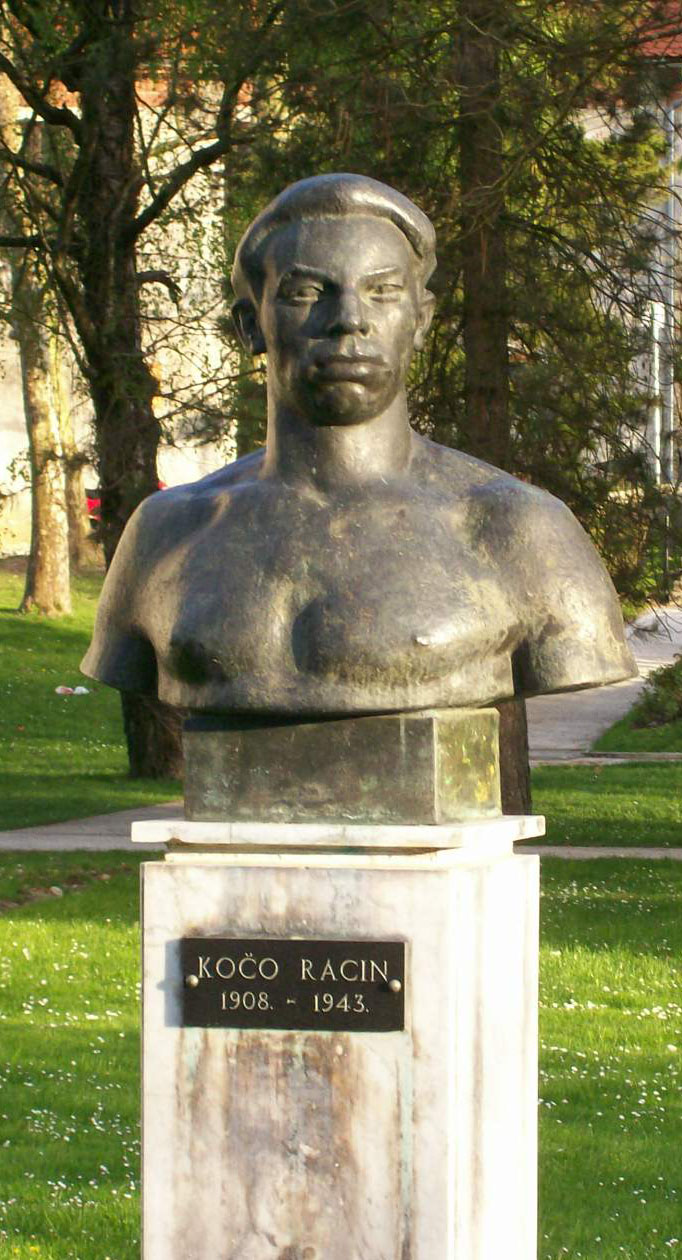
Busta makedonského komunistického básníka, Koči Racina v Samoboru.

Mnozí nadějní makedonští básníci zahynuli, nebo padli během druhé světové války. Jednalo se např. o Koču Racina, Kole Nedelkovského, Mite Bogoevského, či Aco Karamanova.
V závěru druhé světové války byl kodifikován makedonský jazyk. Jeho podoba vycházela z jihozápadních nářečí (aby nebyla příliš blízká severně sousedící srbochorvatštině, či východně sousedící bulharštině). Za metodu zápisu byla zvolena upravená srbská cyrilice. Oficiálně byl představen na zasedání ASNOMu 2. srpna 1944 v klášteře Prohor Pčinjski.

## Poválečná literatura
Poté, co byla upevněna v Jugoslávii (a také v Makedonii) komunistická moc, byly závěry z 2. zasedání AVNOJe v Jajce a ASNOMu uváděny do praxe. V Makedonii to znamenalo rozsáhlou osvětovou kampaň, jejímž cílem bylo uplatnění nového jazykového standardu. Byla zřízena i první makedonská univerzita a v roce 1967 i Makedonská akademie věd a umění (makedonsky Македонската академија на науките и уметностите, MANU). V čele této rozsáhlé kampaně stál filolog a básník Blaže Koneski.
V makedonské poválečné literatuře se stala dominantním tvůrčím směrem poezie. Mezi makedonské básníky z období nedlouho po skončení války patřili např. Aco Šopov, Slavko Janevski (autor sbírky básní Krvavý náhrdelník), Blaže Koneski, či Gane Todorovski. Druhý z uvedených autorů se také stal tvůrcem prvního makedonského románu, Selo zad sedumte jaseni (Vesnice za sedmi jasany, 1952).
Podobně jako tomu bylo i v případě srbská literatura se v té makedonské objevily krátce po válce střety mezi dvěma názorovými proudy; realisty, kteří pokračovali v tradicích sociálně laděné meziválečné literatury a modernisty, kteří chtěli literární tvorbu vrátit k tradicím moderny (jako tomu bylo nakonec i v chorvatské literatuře).
I v makedonské literatuře v první polovině 50. let rychle skončil diktát socialistického realismu, což vedlo k otevření se novým směrům, převážně takovým, které zdůrazňovaly intimitu a osobitost autora. Objevili se navíc i noví básníci, jako např. Matija Matevski a Cane Andreevski. Ti se již nemuseli - na rozdíl od první básnické generace - věnovat otázce jak psát, nýbrž (do určité míry, jak to tehdejší komunistický režim umožňoval) se soustředili na světové (tedy především západoevropské) vzory a trendy. Mnohá díla světového významu byla také překládána do makedonského jazyka.
Nejznámějším makedonským spisovatelem prózy se stal živko Čingo, autor děl Paskvelija (1962) a Nova Paskvelija (1965), ve kterých vypráví o jakési vymyšlené zemi, kde se revoluční myšlenky tvrdě střetávají s letitými tradicemi. Mezi další známé makedonské spisovatele tohoto období pak patří Vlada Urošević a Jovan Pavlovski.
V současné makedonské tvorbě působí spisovatelé, jako např. Tode Ilievski, či Mišo Juzmeski.[zdroj?]